# Cristilabrum rectum
Cristilabrum rectum é uma espécie de gastrópode  da família Camaenidae.
É endémica da Austrália.